# Nu masculí en la fotografia

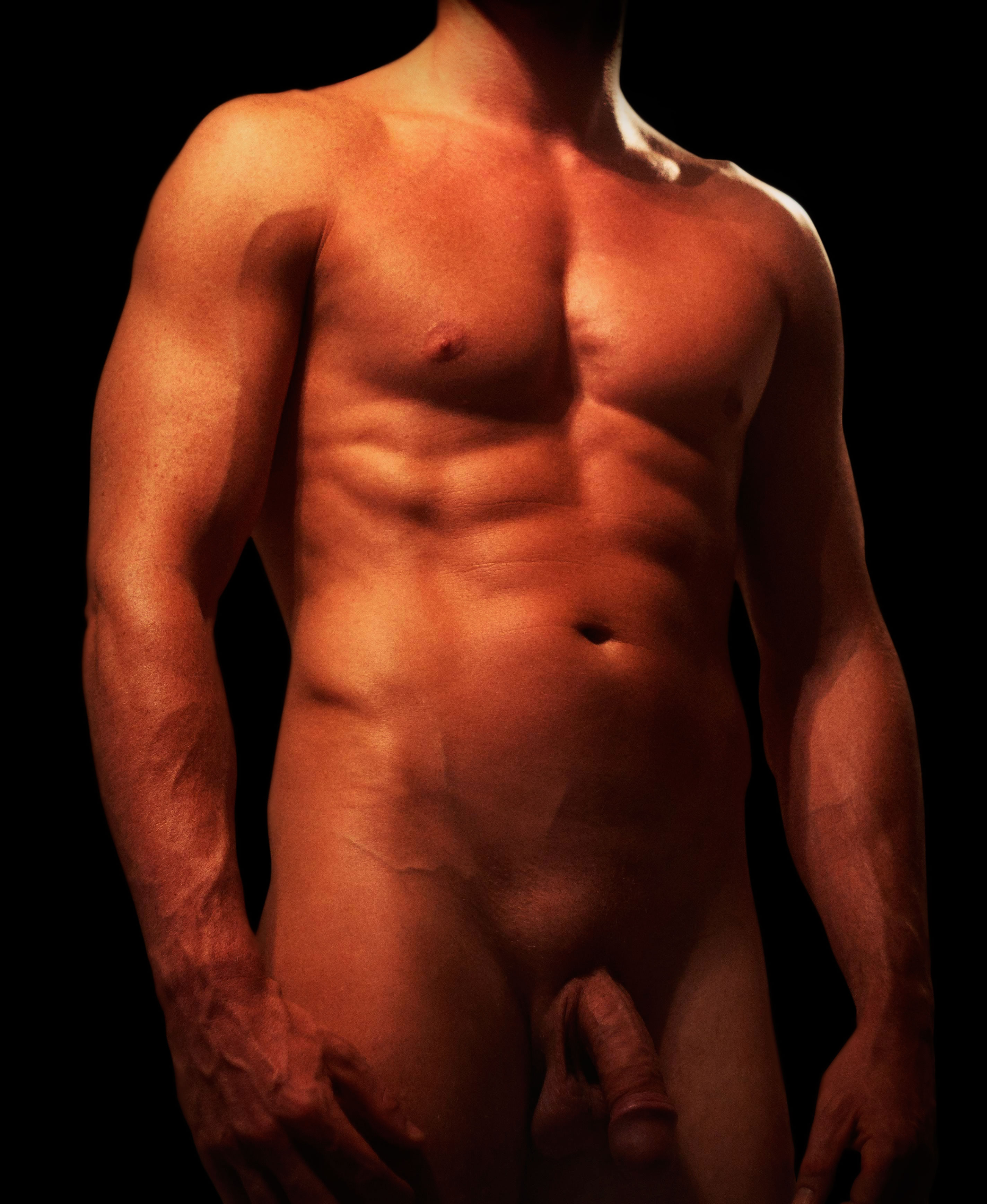
Fotografia artística d'un tors nu d'un home

La fotografia del nu masculí és la representació fotogràfica on es mostra el cos nu d'un home. Ha tardat molt de temps a ser acceptada com una forma legítima d'expressió artística en la història de la fotografia.

## Precedents
Durant el primer auge de la fotografia, entre 1830 i 1840, la seua funció principal era produir retrats d'individus. El que fins al moment havia estat només a l'abast dels nobles i l'alta burgesia, s'estengué a totes les classes socials.

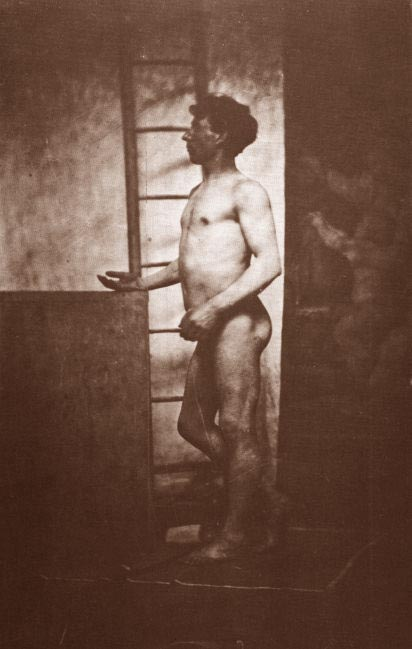
Un dels primers nus masculins, cap a 1856

Els fotògrafs de seguida s'adonaren que hi havia un mercat emergent fora del retrat. Així nasqué el comerç de fotografies que mostraven objectes, edificis, carrers, paisatges i, finalment, nus. Segons David Leddick en The male nude (1999), la societat imposà inicialment la comercialització exclusiva de la fotografia de nus femenins, encara que amb finalitats eròtiques, sota el pretext de ser «artístiques». La majoria dels homes rebutjaven la vista d'homes nus i creien que una dona no podia apreciar la bellesa d'un nu masculí. Les persones que apreciaven la bellesa del nu masculí eren una minoria.
La fotografia es veia com una forma de reproducció mecànica de la realitat, una «fotocòpia» necessitada de mediació artística de formes d'art més antigues, com la pintura o l'escultura. La capacitat de la fotografia de mostrar les coses «tal com són» fascinava d'una banda, però d'una altra espantava pel que es considerava la seua «cruesa», que no permetia els embelliments de l'art tradicional.

## Començament difícil

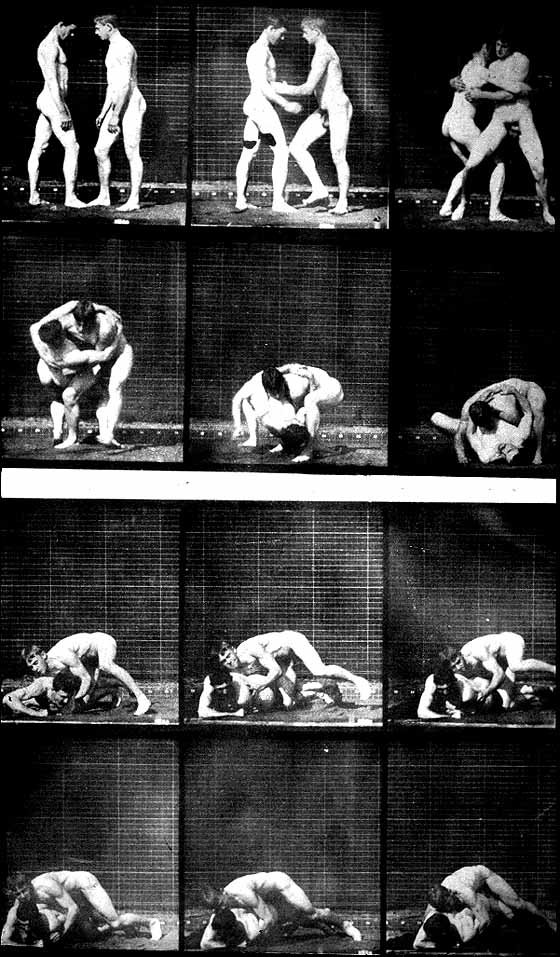
Dos homes nus lluitant, seqüència d'Eadweard Muybridge (1830-1904), d'Animal locomotion (1887), placa 546

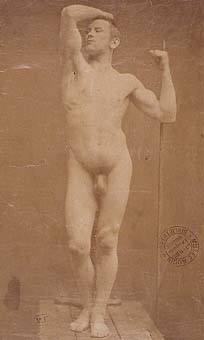
Gaudenzio Marconi (1841-1885), Auguste Neyt, model de L'edat del bronze de Rodin (1877)

Aplicada al nu, la fotografia mostrà de seguida la possibilitat de proporcionar models als artistes, però es criticava la cruesa de la representació, que fregava l'obscenitat i la pornografia, fins i tot quan el subjecte no tenia intenció explícitament sexual. Aquest perill era molt més present en el cas de l'home nu, perquè, com s'al·legà per justificar el tabú, el seu cos té els genitals exposats (o exhibits), cosa que no succeeix en les dones.
Només les fotografies realitzades com a models per a artistes (de les quals se'n conserven moltes que tenen una perfecta correspondència en quadres o estàtues) i aquelles realitzades amb fins científics, com les destinades a metges, pogueren superar aquesta barrera. En tots dos casos el nu era una «necessitat».
Entre els fotògrafs que feien obres per a artistes, cal esmentar Cavalas, Jean Louis Marie Eugène Durieu (1800-1874) i a Gaudenzio Marconi (1841-1885). Algunes de les de Durieu es feren per encàrrec exprés d'Eugène Delacroix i Auguste Rodin realitzà encàrrecs per a Marconi. Interessants com a document del pensament que veia el nu masculí com a «suport tècnic» de l'artista, són les imatges del llibre Der act d'Otto Rieth i Max Koch (1894), en què el fotògraf renuncia a qualsevol elevació artística del subjecte. Els models són col·locats al costat d'espills que multipliquen els punts de vista de la imatge, penjats de trapezis, recolzats en divans, en vertical sobre parets (amb un efecte de vegades còmic), cercant maximitzar la utilitat tècnica de la imatge, tot i que a costa de la bellesa de la composició.
Entre les imatges científiques que encara són apreciades pel seu valor estètic hi ha les del britànic Eadweard Muybridge, que estudià als Estats Units el moviment dels animals, incloent el dels éssers humans (nus), prenent imatges en curts intervals amb càmeres no sincronitzades, per combinar-les més tard creant seqüències d'imatges que permetien estudiar les fases del moviment (cronofotografia). Els seus estudis es publicaren al 1887 i assoliren, fins i tot en els puritans Estats Units, una primera, tímida, respectabilitat «científica» al nu, obrint la porta a un artista com Thomas Eakins. Eadweard no fou el primer a fer fotos de nus masculins, perquè ja es portaven realitzant durant algun decenni abans a Europa.

## Diversificació i erotisme

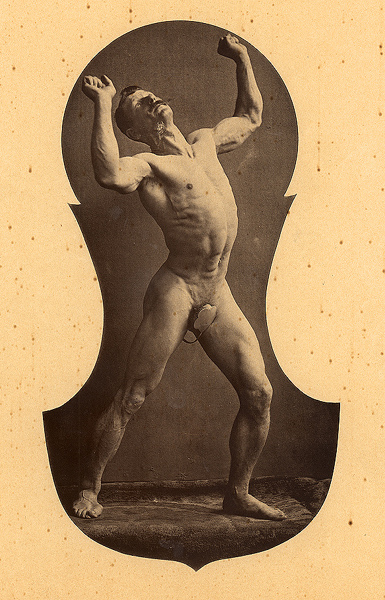
Nu acadèmic d'Emile Bayard (1837-1891), en Le Nu esthétique (1902)

Les possibilitats obertes per la fotografia en el camp de l'erotisme no passaren desapercebudes: les primeres fotografies de dones nues o mig nues eren pràcticament contemporànies a la invenció de l'aparell. La producció, però, en fou durament perseguida per les autoritats i confinada a la producció «casolana» (com a originals fotogràfics, realitzats d'un en un, i no reproduïts a baix cost en llibres o revistes, com ara), a la difusió clandestina i, sovint, promocionada als bordells.
Encara més rara i perseguida fou la producció eròtica de nus masculins, que tenia un mercat quasi exclusivament homosexual, en un món en què l'homosexualitat era un delicte en molts estats occidentals.
La primera activitat amb què es permetia realitzar fotografies de nus masculins fou l'art. Fou la primera coartada per a una producció limitada i acceptada de nu eròtic masculí: imatges venudes a preus alts, reservades a una elit. A causa que la fotografia començà a ser acceptada com a art relativament tard, una part d'aquesta producció s'agrupava sota la denominació de «models per a artistes».
Per contra, la fotografia científica (mèdica, antropomètrica, criminològica, antropològica) no s'utilitzà amb finalitats artístiques, malgrat que els instituts científics usaren sovint fotògrafs que eren artistes; les fotos comissionades tenien habitualment un fi gairebé exclusiu de documentació, que no permetia un valor artístic ni molt menys eròtic.

### Fotografia antropològica

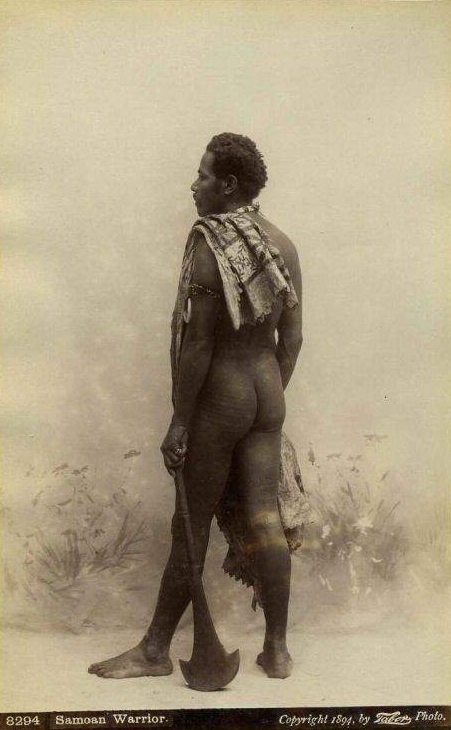
Foto de Taber Photo (San Francisco) d'un guerrer samoà de cap a 1894

Una altra coartada fou la fotografia antorpològica o etnològica de pobles considerats «no civilitzats» (i per tant «immorals»), habitants de zones on, a causa del clima, la nuesa era comuna. Aquesta producció arribà fins i tot a estats no tan llunyans, però als quals el turisme homosexual portava als potencials clients: sobretot Itàlia, però també el nord d'Àfrica, amb fotos de xics mig despullats o completament nus.
El més conegut dins d'aquest tipus de fotografia degué ser l'estudi Lehnert & Landrock, que treballava al nord d'Àfrica, proposant fotos «antropològiques» i «exòtiques» de nus femenins integrals, juntament amb xics mig vestits de sensibilitat lleument pedòfila. S'ha de notar que aquestes fotografies, que ara serien sens dubte considerades pedòfiles, eren reproduïdes en l'època amb cartolines i venudes en milers d'exemplars (i enviades pel servei de correu normal). La mentalitat de l'època era la contrària a l'actual: el nu infantil era menys immoral que l'adult. Els senyals de la pubertat, l'aparició del borrissol, especialment el púbic, eren considerats en l'època com a «sexuals» i «obscens». I viceversa, el nu preadolescent era considerat menys evocador de la sexualitat i s'acceptava més fàcilment. Això també era vàlid per a la fotografia de nus de xiquetes.

### Fotografia esportiva

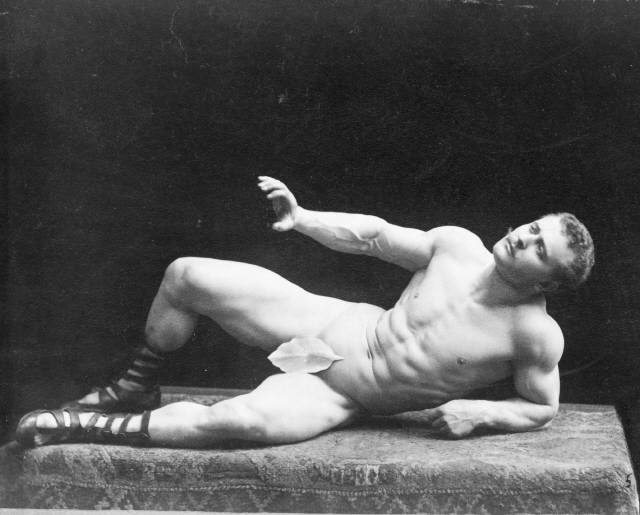
Fotografia del forçut Eugen Sandow (1867-1925) realitzada per Benjamin J. Falk al 1894

La naixent fotografia esportiva fou un altre espai en què era lícit exhibir la bellesa del cos masculí nu, encara que el seu ús només es desenvolupà després de la II Guerra Mundial, sobretot als EE. UU.
Aquesta mena de fotografia s'adreçava sobretot a aquell públic que preferia el cos masculí adult i viril, mentre que la foto d'art tendia a preferir el cos adolescent o de l'adult amb característiques masculines no gaire pronunciades. Es comercialitzaren milers d'exemplars en cartolina amb imatges de cèlebres lluitadors o alçadors de pesos de l'època.

Assimilable a la fotografia esportiva era la fotografia de circ, venudes en les exhibicions públiques de força (en els circs, però també als teatres) que tingueren molt d'èxit a la fi del s. XIX i principis del XX, creant autèntics «estreles del múscul» les fotos dels quals, adequadament desvestits, es produïen en massa.

## Erotisme italià
En més d'un cas, els fotògrafs que utilitzaven l'art com a coartada eren artistes de debò, cosa sorprenent en una època en què l'obturador encara no s'havia inventat i el fotògraf havia de calcular a ull l'exposició i la qualitat de la llum, i després de revelar la foto la retocava a mà. No és casual que molts dels primers fotògrafs foren originàriament pintors.
La majoria dels fotògrafs de nus de certa qualitat treballaven a Itàlia. Entre els que en treballaren fora cal esmentar el nord-americà Fred Holland Day, que s'esforçà per donar dignitat artística a la foto del nu masculí, atenuant el que es veia aleshores com la «cruesa» de la imatge fotogràfica, realitzant posades en escena exactes i manipulacions que suavitzaven els contorns del cos, donant-los un aire oníric.

### Wilhelm von Gloeden

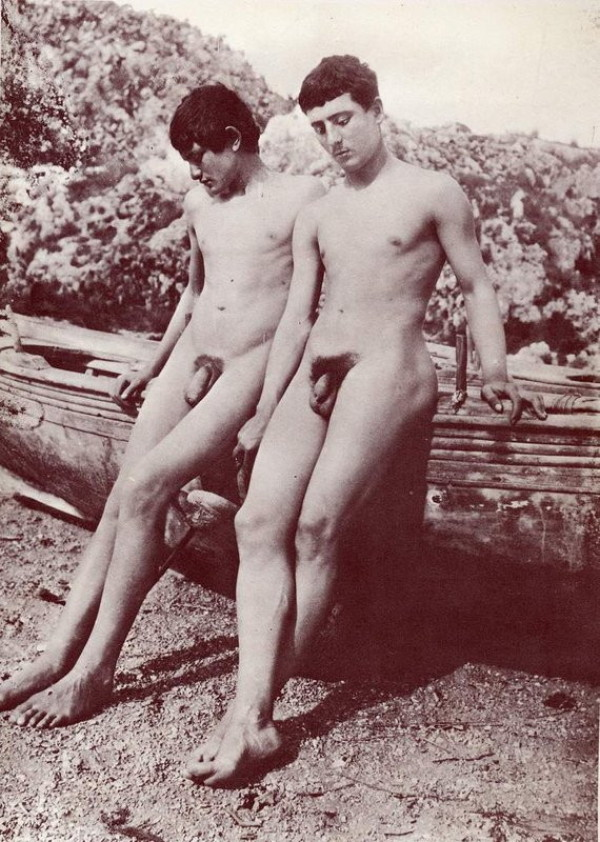
Wilhelm von Gloeden, Dos xics nus a la platja (1856-1931)

Wilhelm von Gloeden (1856-1931) era un noble alemany que havia estudiat pintura i es va traslladar a Sicília per problemes de salut. Allí transformà l'afició a la fotografia en professió després d'arruïnar-se, i produí durant trenta anys imatges arcàdiques de joves sicilians vestits de pastors neoclàssics.
Gloeden inventà literalment un món fantàstic, totalment seu, en què el nu es distanciava de la càrrega explícitament eròtica, i era acceptable per a la mentalitat de l'època fent referència a un classicisme ideal, lluny de la realitat.
El caràcter homosexual de la seua producció de nus masculins era clar, però la coartada en fou suficient per a permetre a Gloeden treballar sense problemes (tot i que no sempre es lliurà de la polèmica i se li acusà de fer «comerç de carn humana») durant tota la seua vida. Als seus darrers anys, l'efeb preferit de Gloeden passà de moda, i fou reemplaçat per un nu masculí més retòric, musculós i adult.

En la fotografia de Gloeden i dels seus contemporanis la fotografia del nu s'emancipa de la pretensió de ser una eina de la pintura i esdevé una raó en si mateixa. En aquest punt la relació entre pintura i fotografia s'inverteix: seran alguns dels gravats de Marià Fortuny els que suggerisquen les poses d'algunes fotografies de Gloeden, mentre que una de les seues imatges més cèlebres, Caïm, és una còpia de Jove nu assegut de Flandrin (hui al Louvre).

### Wilhelm von Plüschow

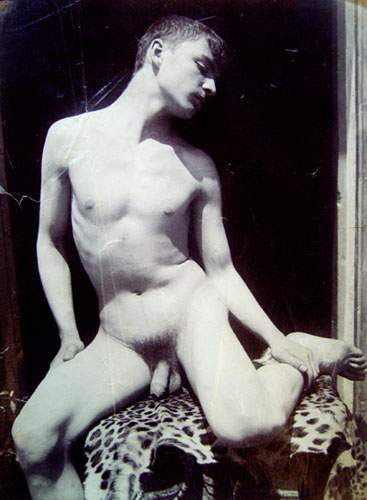
Wilhelm von Plüschow, Núm. catàleg: 10747. Timbrata. 1890

Un acostament diferent al de Gloeden fou el del seu cosí Wilhem von Plüschow (1852-1930), que s'establí a Taormina. Menys dotat des del punt de vista artístic, però paradoxalment més modern en la fotografia, el seu interés era sobretot comercial, un producte industrial sotmés a les exigències del mercat.
Plüschow començà en la fotografia amb Gloeden, inicialment a Nàpols i després a Roma, fent nus tant masculins com femenins a gran escala, de manera industrial.
En les seues obres, la coartada artística és més tènue i sovint els joves retratats no pretenen ser altra cosa que xics proletaris italians, amb senyals de treball manual al cos, bells i audaços. No és casual que l'activitat de Plüschow acabara amb un procés iniciat el 1907, en què fou condemnat per proxenetisme i expulsat d'Itàlia al 1910. El fet mostra que, sense un mercat pornogràfic (com ara), la foto del nu podia caure en un ús obertament eròtic i no estava massa distant d'àmbits no artístics (sobretot quant al reclutament de models).

### Vincenzo Galdi
Des d'aquest punt de vista, la trajectòria de Vincenzo Galdi (actiu cap a 1895-1907) és semblant. Galdi fou model i amant de Plüschow a Nàpols i el va seguir a Roma com a assistent; produí i comercialitzà finalment els seus nus masculins i (sobretot) femenins.
Galdi produí el nu des d'un punt de vista plenament «industrial»: junt amb fotos d'art amb models posant, que demostren un gust apreciable i una capacitat tècnica plena, té una producció obertament pornogràfica, poc curosa, en què apareixen ereccions i la dimensió del membre del model és «posada en valor».
Això era massa per a la societat de l'època: Galdi es veié embolicat en l'escàndol de Plüschow i no se'n sabé més fins al 1907; sembla que abandonà la fotografia.

### Frederick Rolfe
Un altre estranger que optà per Itàlia per fotografiar el nu masculí fou l'escriptor anglés Frederick Rolfe (1860-1913). Les seues fotos d'adolescents italians, tot i que amb qualitat (fins al punt que alguna en fou publicada en les primeres revistes de fotografia), no van més enllà del nivell d'un afeccionat.

### Gaetano D'Agata
Finalment, un seguidor de Gloeden, el fotògraf italià de paisatges de Taormina Gaetano D'Agata (1883-1949), competí amb el seu compatriota amb fotos de nens (molt joves) mig nus. Però les seues imatges, malgrat tenir una bona qualitat, demostraren poca sensibilitat per a aquest tipus de temes, sobretot per la falta de cura en l'elecció de la posada en escena. La raresa de les seues fotos en l'actualitat fa pensar que en el seu moment la resposta del mercat no li fou favorable.

## El cinema descobreix el nu
El naixement del cinema, a la primeria del s. XX, creà un nou camp d'aplicació «legítim» per al nu (no integral), tant
masculí com femení: les fotos reveladores de les estreles de la pantalla gran, que començaren a ser proposats i venuts com a «símbols sexuals». Des de l'època del cinema mut hi ha fotos d'actors com Rodolfo Valentino o Ramon Novarro amb el tors nu o en vestit de bany.
Aquestes fotos, les encarregaven els estudis que contractaven als actors i es dirigien sobretot a un públic femení de fans, normalment amb revistes especialitzades de gran difusió i venudes a baix preu. Des d'aquest punt de vista, el cinema crea un nu masculí «popular», molt estés, però mai integral.

## El culte al cos

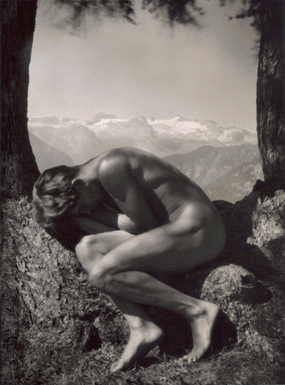
Rudolf Koppitz, En el si de la natura (1923)

Fins a la II Guerra Mundial cresqué de manera sostinguda la fotografia relacionada amb el «culte als moviments corporals típics dels menjadors saludables i nudistes» comú en molts estats europeus, fins a arribar a esdevenir fenomen de masses. Açò permeté el naixement de les primeres revistes dedicades a la «cultura física». D'aquest terme prové el nom del culturisme. Els editors s'adonaren del potencial comercial d'aquest producte, que podia ser consumit per aquells que no anaven els gimnasos, i publicaren imatges cada vegada més sensuals i eròtiques, però sense mostrar els genitals. La fotografia més preuada en l'actualitat, dels que treballaren en aquesta època és la de Kurt Reichert.
L'Església no veia amb bons ulls el fenomen, que titllà d'immoral i fou obstaculitzat pels règims autoritaris. En particular a Itàlia, amb el feixisme, la producció del nu masculí cessà gairebé del tot fins a finals del 1970. Un reflex d'aquesta tradició cultural, però, es pot rastrejar en l'art dels règims totalitaris, que consideraven convenient per a les seues finalitats l'exaltació del cos proposada pel moviment de la cultura física. Així s'explica per què a voltes es pot trobar una sensibilitat homoeròtica en fotografies oficials produïdes pel feixisme, el nazisme o fins i tot en la Unió Soviètica. Amb la pel·lícula Olympia de Leni Riefenstahl, considerada una obra mestra malgrat ser encarregada pel règim nazi, aquesta actitud cultural va aterrar al cinema.
Quant al nu integral, durant tot el període d'entreguerres, el comerç de fotografies d'aquest tipus fou un fenomen elitista, sovint clandestí, limitat a certs estats solament, reservat a fotografies originals «artístiques».

## La postguerra i elbeefcake
Durant la postguerra es mantingué a Europa la tradicional producció de nu masculí unit a l'art i a l'esport. Exemples en són les fotos de nus d'alta qualitat d'atletes olímpics i culturistes fetes entre 1930 i 1960 pel Studio Arax a París. El gruix de la producció, però, es desplaçà als Estats Units, malgrat la paradoxa que seguia sent un estat més purità que els europeus. El nou benestar de les masses i el creixement vertiginós de la subcultura homosexual hi havien produït una explosió de la demanda del nu masculí comercial. El tancament de les fronteres a les imatges considerades obscenes dugué els nord-americans a dotar-se d'una producció pròpia.

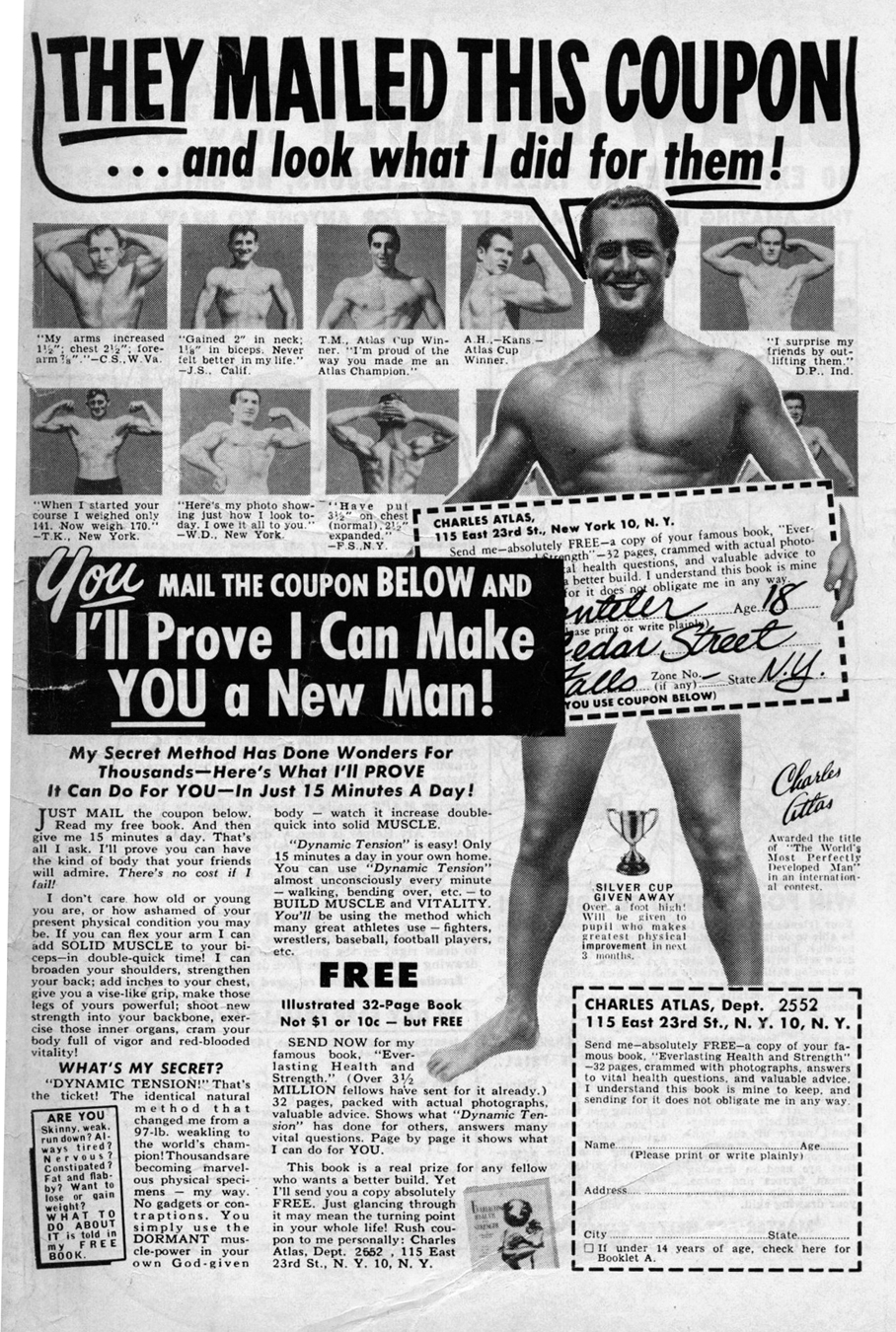
Propaganda d'un mètode de musculació en la revista Atomic War! núm. 4 (1953), amb una estètica que recorda el beefcake

No sense problemes, arrests i confiscacions, un nucli de fotògrafs donà vida a l'anomenada fotografia beefcake ('pastís de carn'), aprofitant l'èxit del culturisme per justificar les fotos d'homes amb tapalls com més anava més escassos sota el mantell de la «cultura física». És una autèntica producció en massa, venuda directament o per correu per revistes de culturisme, que s'ocupaven poc del culturisme i molt dels culturistes.
Entre els noms més coneguts n'hi ha el de Bob Mizer de l'Athletic Model Guild i Bruce Bellas. Les fotos de Lon de Nova York eren d'alta qualitat artística, tot i que comercials. Altres noms en foren Douglas de Detroit, Milo de Los Angeles, Chuck Renslow, de la Western Photography Guild. James Bidgood creà un univers oníric, en què el kitsch esdevé art, inspirant fotògrafs posteriors com Pierre et Gilles. Altres de menys notables foren Demi-Dieux, David de London, Vince de London, el francés Jacques Ferrero i l'italià Peppino di Torino, un fotògraf encara per estudiar.
Aquest tipus de producció de seguida tingué èxit fora dels Estats Units, facilitada pel fet que alguns dels culturistes favorits d'aquestes revistes, com per exemple Steve Reeves, es convertiren en estreles de cinema a nivell mundial gràcies a les pel·lícules de gladiadors de Hollywood.
Amb el fenomen beefcake els límits de la foto de nu artística i la foto comercial eròtica es confongueren deliberadament durant dos o tres decennis: fotògrafs de gran talent artístic treballaren en el sector comercial amb fotos eròticament al·lusives per a l'època, mentre que en altres ocasions les fotos purament artístiques o amb pretensions de ser-ho es revelaven menys audaces i més conservadores que les comercials.
Entre els fotògrafs d'art cal destacar per la seua originalitat el nord-americà George Platt Lynes, de gran elegància clàssica, de vegades surreal, que venia les seues imatges amb pseudònim a les revistes homòfiles europees. El també nord-americà Carl Van Vechten sentia predilecció pels retrats d'homes negres, cosa rara en l'època als Estats Units. D'altres n'eren el francés Raymond Voinquel, culte i molt «clàssic»; l'alemany Herbert List, d'inspiració «clasicista»; i el també alemany Herbert Tobias, obert a relatar la història de la naixent comunitat gai de París i Berlín de la dècada de 1950.

## El naixement de la fotografia pornogràfica
El 1968 la revista beefcake Grecian Guild Pictorial guanya un recurs a la Cort Suprema dels Estats Units que obri la possibilitat que el nu masculí, fins i tot l'integral, siga considerat un art. Açò permeté l'aparició d'una infinitat de revistes, totes «artístiques», de nu masculí. El fenomen aviat forçà els límits del «sentit comú del pudor» de l'època, la qual cosa obrí la porta a la producció de pornografia autèntica i pròpia, sobretot, tenint en compte la revolta que s'estava produint al món gai.
El món del beefcake no sobrevisqué a aquest canvi massa anys. Només alguns estudis, com Champion o l'Athletic model Guild, pogueren continuar alguns anys convertint-se al soft-porn, en què es mostren ereccions, però no actes sexuals explícits.

## La situació actual

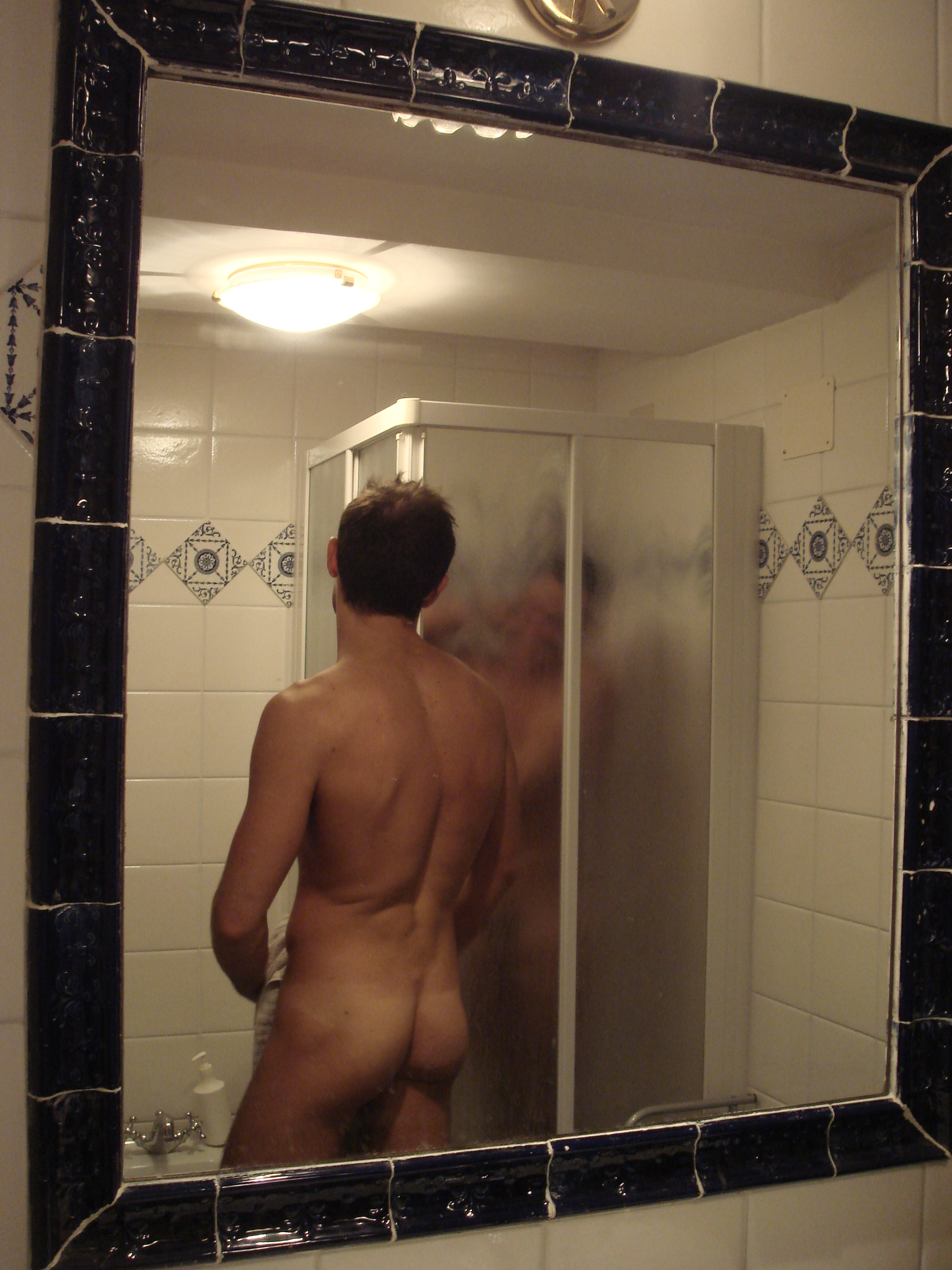
En parella (2007) de Giovanni Dall'Orto

Amb el naixement de la fotografia explícita, l'ambigüitat del món beefcake desapareix. Se separen d'una banda la producció pornogràfica, que fins i tot compta amb fotògrafs de gran nivell artístic, com Jim French, però que no té per objectiu l'art i, d'altra, una creixent producció de nu artístic, que es mou sobretot cap al mercat gai, que, després de l'aparició del moviment d'alliberament gai, creix de manera tumultuosa.
Entre els fotògrafs més notables de postguerra, es pot citar Tom Bianchi, Will McBride, Tony Patrioli, Herb Ritts, Arthur Tress, Bruce Weber -aquest darrer potser el més conegut i imitat al món- i molts altres.
El 1972 el fotògraf nord-americà Roy Blakey edità una monografia exclusivament de nus masculins, titulada He. Aquesta obra és una fita dins del gènere.
A partir de la dècada de 1980, es comença a dubtar entre fotografia pornogràfica i d'art en el nu masculí, sobretot en la provocativa obra de Robert Mapplethorpe i, en menor mesura, d'Arthur Tress. Tots dos realitzen situacions típiques de la fotografia pornogràfica. Artistes com Bruce LaBruce fan en l'actualitat barreges de fotos artístiques i pornogràfiques. Malgrat això, tots dos gèneres es mantenen ben diferenciats, tot i que només siga per la seua destinació i el seu cost.